# Zeffiro (cacciatorpediniere 1928)
Lo Zeffiro è stato un cacciatorpediniere della Regia Marina.

## Storia
Nel 1929 lo Zeffiro costituiva, insieme ai gemelli Espero, Ostro e Borea, la I Squadriglia della 1ª Flottiglia della I Divisione Siluranti, inquadrata nella 1ª Squadra navale, con base a La Spezia. Dal 1929 al 1932 la nave prese parte a crociere in Mediterraneo.
Nel 1931 lo Zeffiro, unitamente ai gemelli Nembo, Euro ed Espero e all'esploratore Ancona, nonché a due flottiglie di cacciatorpediniere (composte rispettivamente da un esploratore e sei cacciatorpediniere e da un esploratore e quattro cacciatorpediniere), formava la II Divisione della 1ª Squadra. Nel 1932 lo Zeffiro fu accidentalmente colpito da un siluro difettoso, lanciato dal gemello Aquilone.
Nel corso dei primi anni trenta il cacciatorpediniere subì alcune modifiche, quali il potenziamento dell'armamento contraereo con l'imbarco di una mitragliera binata da 13,2/76 mm, il miglioramento delle sistemazioni di bordo e l'installazione di una centrale di tiro tipo «Galileo-Bergamini», sperimentata con successo sulle unità gemelle della I Squadriglia.
Nel 1934 l'unità, insieme a Espero, Ostro e Borea, formava la IV Squadriglia Cacciatorpediniere, assegnata, insieme alla VIII (composta dalle altre quattro unità della classe Turbine), alla II Divisione navale (incrociatori pesanti Fiume e Gorizia).
Il cacciatorpediniere prese parte alla guerra di Spagna, agendo a contrasto del contrabbando di rifornimenti destinati alle truppe spagnole repubblicane.

Lo Zeffiro in navigazione

Nella primavera 1939 lo Zeffiro partecipò alle operazioni per l'occupazione dell'Albania.
Alla data dell'entrata dell'Italia nel secondo conflitto mondiale l'unità faceva parte della II Squadriglia Cacciatorpediniere con base a Taranto, insieme ai gemelli Espero, Ostro e Borea.
Nella serata del 27 giugno 1940, alle 22:45, lo Zeffiro (C C Giovanni Dessy) partì da Taranto per la sua prima missione di guerra, ovvero il trasporto a Bengasi (secondo altre fonti a Tobruk, o a Tripoli), unitamente all'Espero (C V Enrico Baroni, caposquadriglia) e all'Ostro (C F Giuseppe Zarpellon), di due batterie contraeree (o anticarro) della Milizia Volontaria per la Sicurezza Nazionale per un totale di dieci bocche da fuoco, 120 tonnellate di munizioni e i relativi serventi, 162 camicie nere.
Intorno a mezzogiorno del 28 giugno le tre unità della II Squadriglia, che procedevano in linea di fila (Espero in testa, Zeffiro al centro e Ostro in coda) furono avvistate una cinquantina di miglia a ovest di Zante da due ricognitori Short Sunderland: a intercettare il convoglio venne inviato il 7th Cruiser Squadron della Royal Navy, costituito dagli incrociatori leggeri Sydney, australiano, e Orion, Liverpool, Neptune e Gloucester, britannici, che avvistarono la formazione italiana intorno alle 18 (o alle 18:30) a sud di Malta e un centinaio di miglia a nord di Tobruk, nonché 75 miglia a ovest/sudovest da Capo Matapan. Alle 18:59 gli incrociatori britannici, non ancora notati dalle unità italiane, aprirono il fuoco da distanza compresa tra i 16 000 e i 18 000 metri. Nelle prime fasi dello scontro lo Zeffiro venne colpito e mancò la corrente ai montacarichi, che furono sostituiti con un passamano dalle camicie nere, che trasportarono le munizioni dal deposito ai pezzi, alternandosi nei punti di maggior pericolo ogni dieci minuti: l'operazione fu diretta dal centurione Federico Vespasiani, poi decorato con Medaglia d'argento al valor militare. La velocità superiore che in teoria i tre cacciatorpediniere italiani avrebbero dovuto avere era annullata dall'appesantimento rappresentato dal carico imbarcato. Il capitano di vascello Baroni, caposquadriglia, prese dunque la decisione di sacrificare la propria nave, l'Espero, nel tentativo di trattenere gli incrociatori inglesi, ordinando al contempo a Ostro e Zeffiro di dirigere per Bengasi alla massima velocità, disimpegnandosi verso sudovest mentre l'Espero li avrebbe coperti con cortine fumogene: entrambi i cacciatorpediniere scamparono così alla distruzione e giunsero in porto indenni il giorno seguente, mentre l'Espero fu affondato dopo un impari combattimento.

Dopo aver raggiunto Bengasi, lo Zeffiro e l'Ostro proseguirono alla volta di Tobruk, dove giunsero il 1º luglio, ormeggiandosi quindi in rada. I due cacciatorpediniere avrebbero dovuto rinforzare i quattro gemelli della I Squadriglia (Euro, Turbine, Nembo, Aquilone) nelle operazioni di bombardamento delle installazioni militari britanniche nei pressi di Sollum, intese a indebolire le difese britanniche in tale zona prima dell'offensiva italiana che si sarebbe dovuta tenere di lì a poco. 

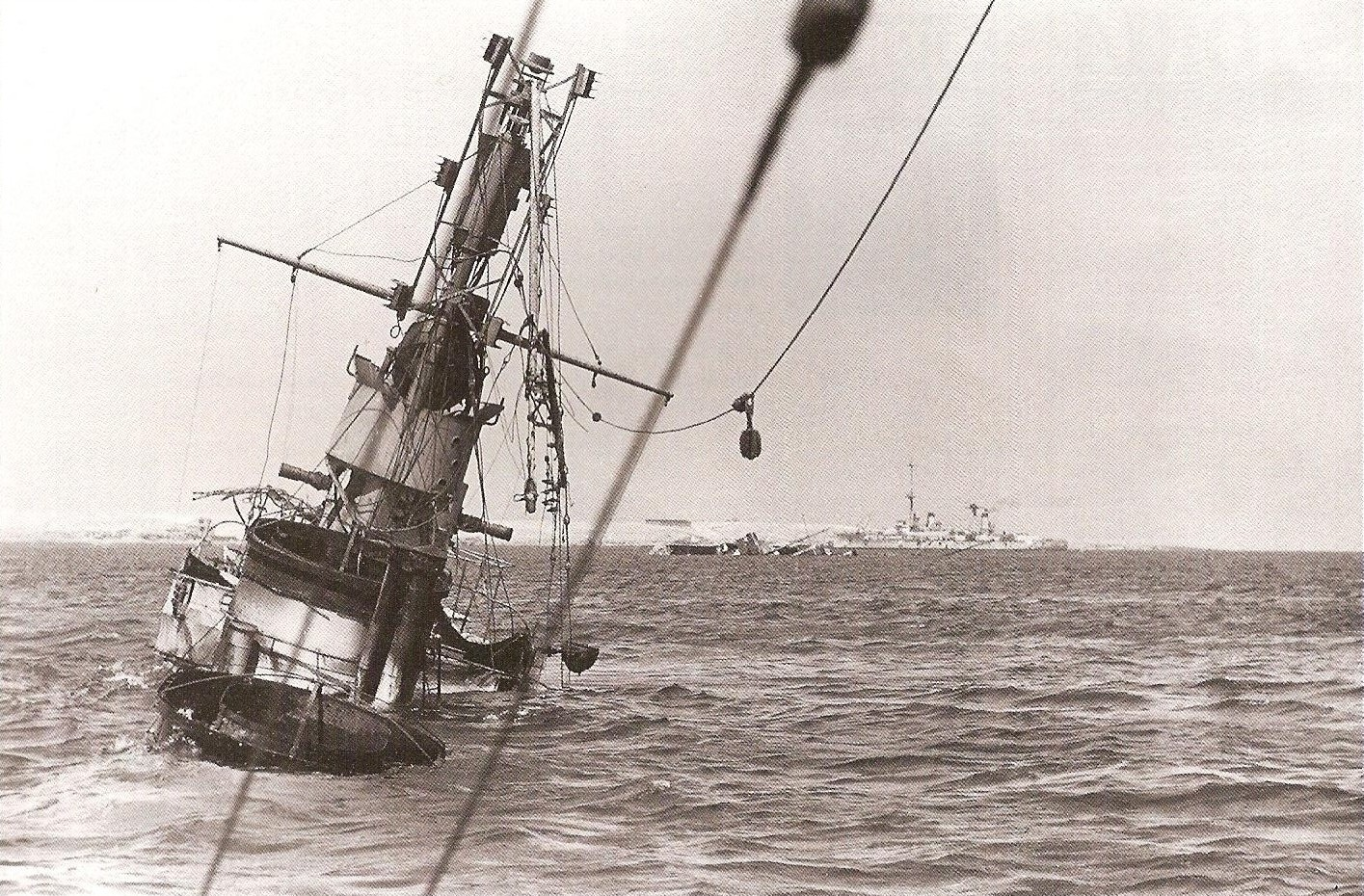
Il relitto del cacciatorpediniere fotografato la mattina del 6 luglio 1940. Sullo sfondo, a destra, sono visibili il relitto affiorante del piroscafo Manzoni e l'incrociatore corazzato San Giorgio

Nella mattinata del 4 luglio un ricognitore Sunderland sorvolò il porto di Tobruk, fotografando le navi all'ormeggio: l'ammiraglio Andrew Browne Cunningham, comandante della Mediterranean Fleet, ordinò un attacco aerosilurante sul sorgitore libico, con obiettivo prioritario i cacciatorpediniere (e secondario i mercantili), per il giorno seguente.
Il 5 luglio 1940 lo Zeffiro si trovava ormeggiato pressoché al centro della rada di Tobruk, affiancato al piroscafo Sabbia (che era stato temporaneamente trasformato in nave caserma per gli equipaggi dei cacciatorpediniere dislocati a Tobruk, tra cui quello dello Zeffiro). 

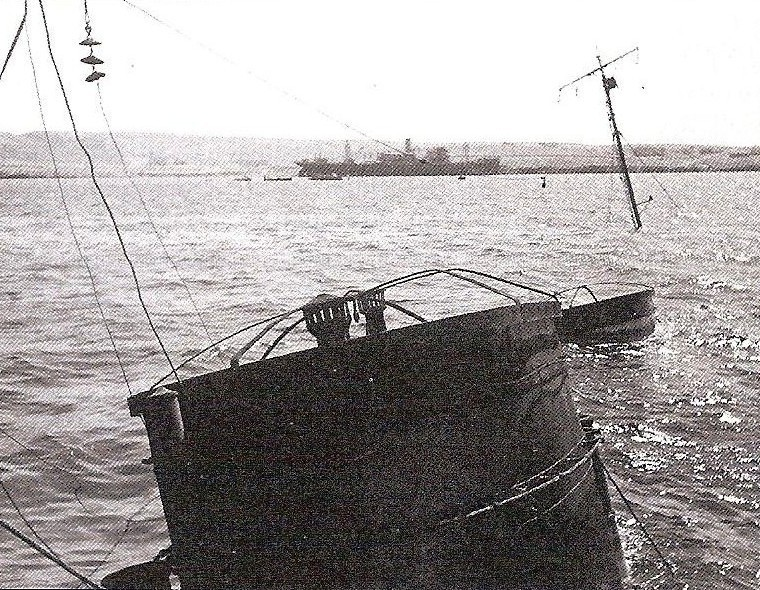
Un'altra immagine del relitto dello Zeffiro, visto verso poppa

 Alle 20:06 venne suonato l'allarme aereo: la base stava venendo attaccata da nove aerosiluranti Fairey Swordfish dell'813º Squadron della Fleet Air Arm.  Lo Zeffiro fu il bersaglio del primo aereo attaccante, pilotato dal capo formazione, capitano di corvetta Nicholas Kennedy: il velivolo, portatosi alla quota di 30 metri, passò tra l'incrociatore corazzato San Giorgio e i mercantili all'ormeggio per avvicinarsi al bersaglio, e sganciò il proprio siluro alle 20:20 (per altre fonti alle 20:35), dalla distanza di appena 400 metri, e da meno di venti metri dalla superficie del mare. L'arma colpì lo Zeffiro a prua, sul lato dritto, in corrispondenza del deposito munizioni prodiero (sito tra la plancia e il complesso prodiero da 120/45 mm), che deflagrò spezzando la nave in chiglia e provocando così il distacco della prua, che affondò immediatamente. Appruatosi, il resto dello Zeffiro affondò in breve tempo su bassi fondali, lasciando affiorare solo le estreme parti superiori dei due fumaioli, gli alberi e una piccola parte della sovrastruttura prodiera. In seguito la nave fu giudicata troppo danneggiata per poter essere recuperata. Nel corso dello stesso attacco aereo venne affondato anche il piroscafo Manzoni, mentre subirono gravi danni il cacciatorpediniere Euro e i piroscafi Liguria e Serenitas.
Tra l'equipaggio dello Zeffiro si ebbero a lamentare 21 vittime (10 morti accertati e 11 dispersi) e 20 feriti (14 gravi e 6 lievi). L'unità fu probabilmente una delle prime navi da guerra (se non la prima) a essere affondate da aerosiluranti.

### Comandanti
- Capitano di corvetta Giovanni Dessy (10 giugno - 5 luglio 1940)